# Erstes Gefecht bei Erlenbach
Etzel · Pfäffikon · Grüningen I · Freienbach · Blickensdorf · Hirzel · Bremgarten · Regensberg · Grüningen II · St. Jakob an der Sihl · Greifensee · St. Jakob an der Birs · Erlenbach I · Koblach · Sargans · Wil · Kirchberg · Wolfhalden · Obertoggenburg · Wigoltingen · Erlenbach II · Männedorf · Wollerau · Ragaz
Das Erste Gefecht bei Erlenbach, auch Schlacht bei Erlenbach (in der älteren Literatur oft als Schlacht bey Ehrlibach bezeichnet), war ein militärischer Konflikt und wurde am 13. Oktober 1444 im Verlauf des Alten Zürichkriegs auf nominell Stadtzürcher Territorium in Erlenbach (Schweiz) ausgetragen.
Die Gegner waren auf der einen Seite Truppen des eidgenössischen Ortes Schwyz und auf der anderen Seite Truppen der Reichsstadt Zürich und Habsburgs. Dieses Gefecht war die erste militärische Begegnung in diesem Krieg, bei der die Zürcher Truppen einen klaren Sieg verbuchen konnten.

## Vorgeschichte
Das Herrschaftsgebiet der Stadt Zürich war weitgehend von den Eidgenossen besetzt, nachdem 1443 die festen Plätze Regensberg und Grüningen ZH und 1444 auch Greifensee gefallen waren. Neben der Stadt Zürich selbst war Rapperswil das letzte verbliebene Bollwerk; die Stadt wurde seit dem April 1444 zum zweiten Mal belagert, so dass deren Versorgung über den Zürichsee der Stadt Zürichs vordringlichstes Ziel war. In den Jahren 1444 bis 1445 fanden viele Kämpfe um die Vorherrschaft auf dem See statt. Der Kampf um die Seeherrschaft wurde begleitet von Plünderungszügen beider Seiten an den Seeufern.
Gegen Herbst zur Weinlese unternahmen die Schwyzer einen ersten Plünderungszug mit ihrem Schiff «Schnecke» gegen die zürcherischen Rebberge am Seeufer bei Erlenbach, um sich wegen des Weinembargos der Zürcher schadlos zu halten. Sie überraschten die dortigen Bauern bei der Weinernte und führten die erbeuteten Trauben, Fässer und weiteres Material unbehelligt über den See zurück nach Pfäffikon.

## Verlauf
Am 13. Oktober lief die Schwyzer Flotte wieder aus und landete ein zweites Mal in Erlenbach. Sie stellte einige Wachen auf und liess ihre Harnische und Feuerwaffen auf den Schiffen, um ihre Arbeit bei der Weinlese zu erleichtern und teilweise auch aus Bequemlichkeit. Während des Ablesens der Trauben wurde sie von Dorfbewohnern und einem Zürcher Kontingent unter Hans Stüssi angegriffen, der zuvor rechtzeitig über die Gefahr hatte informiert werden können. Dies führte zu einem ersten hitzigen Gefecht, bei dem die Schwyzer nach anfänglichen Verlusten zunächst standhielten. Als die Zürcher schliesslich Zuzug unter Hans von Rechberg durch die österreichische Reiterei erhielten, brach der Widerstand der Schwyzer zusammen, und sie zogen sich in völliger Unordnung auf ihre Schiffe zurück; viele sprangen dabei ins Wasser und versuchten sich an den Schiffsrändern festzuhalten. Einige wurden auf die Schiffe gezogen, andern aber sollen die Schwyzer selbst sogar die Hände abgeschnitten haben, sodass der See gar wit vom land gantz rot farw ward von itligem blut. Diejenigen, die es auf die Schiffe schafften, waren immer noch unter Beschuss der Feuerwaffen der Zürcher, so dass die Getroffenen in den See fielen und ertranken.
Nachdem die Schwyzer ausser Reichweite waren und sich vom ersten Schrecken erholt hatten, beschlossen sie, sich zu rächen, und fuhren seeabwärts nach Küsnacht mit der Absicht, dort anzulanden und den Zürchern den Rückweg nach Zürich abzuschneiden. Die Zürcher erkannten die Gefahr und folgten den Schwyzern auf dem Landweg. Diese entschieden sich daher, unverrichteter Dinge wieder zurück nach Erlenbach zu fahren, wo sie erneut anlandeten, um ihre Gefallenen zu bergen. Die zurückgekehrten Zürcher griffen erneut an und zwangen den Gegner wieder auf die Schiffe zurück.

## Verluste und Folgen
Die Verlustangaben schwanken insbesondere auf eidgenössischer Seite in den Chroniken stark. Während der Chronist Hans Fründ lediglich 16 Tote angibt, sind bei Gerold Edlibach 170 Tote verzeichnet. Die Verluste auf Zürcher Seite werden mit 27 bis 28 Mann angegeben.
Hans Fründ schreibt, die Zürcher hätten ihren Feinden erstmals die Flucht angewunnen, was nur der Existenz der Schiffe zuzuschreiben war. Ohne diese wären die Eidgenossen beisammengeblieben. Für die Zürcher war es ein moralischer Erfolg, war es doch die erste militärische Begegnung in diesem Krieg, die klar zu ihren Gunsten ausging. Ein Zürcher Chronist dazu: Also hattent die so gewümmet, dass si für win wasser trinken musstend. In den Erlenbacher Weinbergen wurden noch lange nach dem Gefecht eiserne Pfeilspitzen aufgefunden.
Fast genau ein Jahr später, am 6. Oktober 1445, fand offenbar am gleichen Ort ein Zweites Gefecht bei Erlenbach statt.